# Marmota caligata
Marmotte des Rocheuses
Espèce
Statut de conservation UICN

 LC  : Préoccupation mineure
Répartition géographique

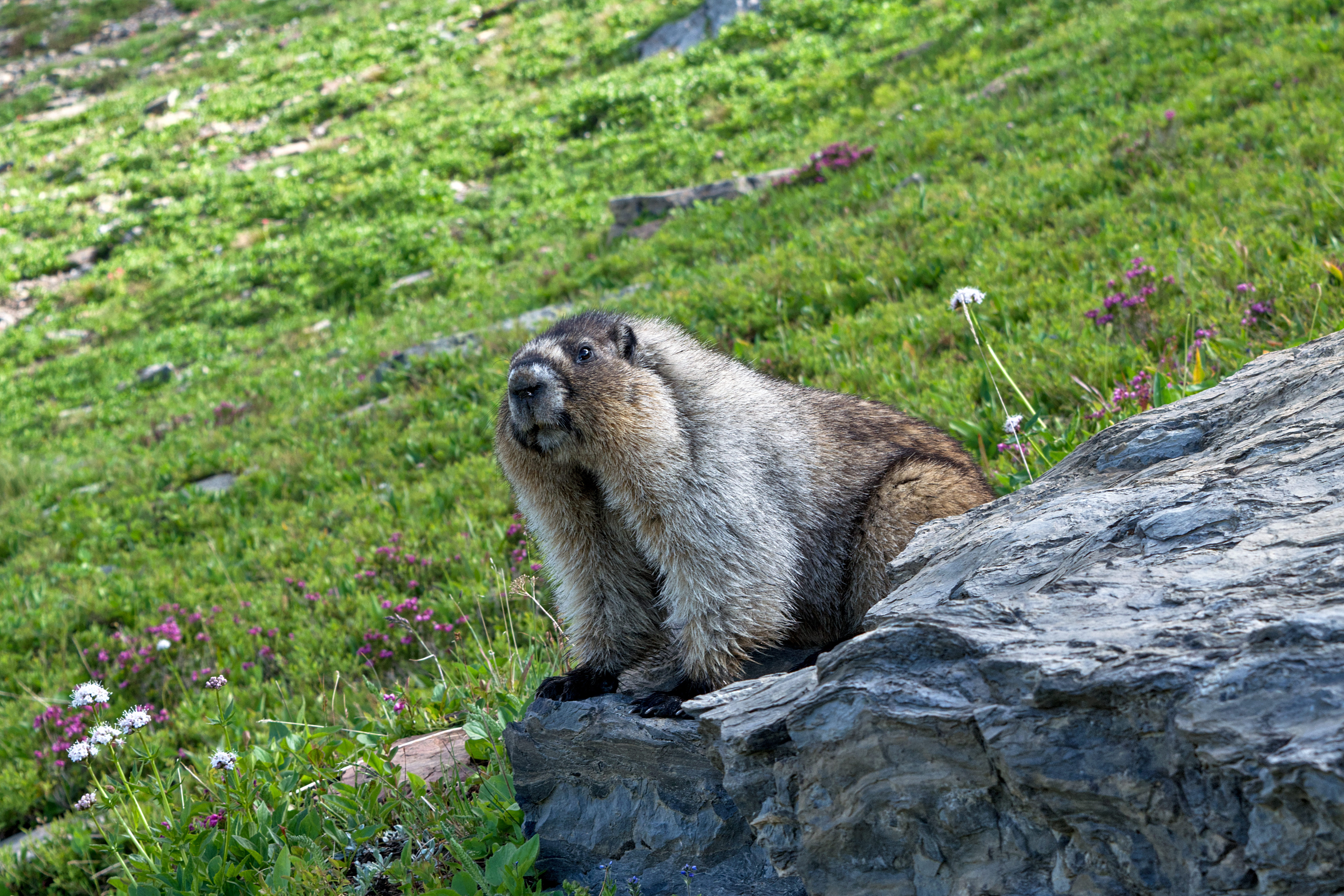
Une marmotte des Rocheuses dans le parc national de Glacier près du col Logan. Juillet 2016.

La marmotte des Rocheuses (Marmota caligata) est une espèce de marmottes (mammifères fouisseurs de l'ordre des rongeurs).
La marmotte des Rocheuses est présente dans les montagnes du nord-ouest du continent nord-américain.